# Khaled Ben Slimene
Khaled Ben Slimene, né le 14 décembre 1994 à Kélibia, est un joueur tunisien de volley-ball. Il mesure 1,93 m et joue en tant que passeur.

## Clubs
- 2011-2016 : Club olympique de Kélibia (Tunisie)
- depuis 2016 : Espérance sportive de Tunis (Tunisie)

## Palmarès

### Équipe nationale
- Vainqueur du championnat d'Afrique de des moins de 23 ans 2014 ( Égypte)
- Vainqueur du championnat d'Afrique de des moins de 21 ans 2013 ( Tunisie)
- Vainqueur du championnat d'Afrique de des moins de 19 ans 2010 ( Afrique du Sud)

### Clubs
- Vainqueur du championnat de Tunisie 2017-2018
- Vainqueur de la coupe de Tunisie 2016-2017, 2018

### Autres
- Finaliste du championnat arabe des moins de 19 ans en 2011 ( Égypte)
- Vainqueur du Tournoi international de Navidad en 2012 ( Espagne)

## Récompenses et distinctions
- Meilleur passeur du tournoi international de Pino Smargiassi 2011 en Italie[1]
- Meilleur passeur du championnat d'Afrique des moins de 23 ans 2014[2]